# Chances Peak
Chances Peak is een 915 meter hoge stratovulkaan in Montserrat. Tot 1995 was Chances Peak het hoogste punt van het eiland, maar na de uitbarsting van Soufrière is het de tweede berg van het eiland geworden.
Op 17 september 1965 was een Boeing 707 van Pan American World Airways onderweg van Fort-de-France, Martinique naar de stad New York met 9 bemanningsleden en 21 passagiers. Bij Montserrat was het slecht weer, en het vliegtuig vloog tegen de zijkant van Chances Peak op een hoogte van ongeveer 840 meter. Er waren geen overlevenden.